# Rhythm Activism
Rhythm Activism è un collettivo musicale anarchico underground canadese, fondato nel 1985 da Norman Nawrocki ed il chitarrista Sylvain Coté.
Il gruppo, basato a Montréal, realizza una sorta di "rock 'n' roll cabaret" politicamente radicale.

## Discografia
- Jesus was gay - CD, 1998, G7 Welcoming Committee Records, Winnipeg
- Buffalo, burgers & beer - cass, 1995, LPN, Mtl.
- More kick! - CD, 1995, LPN, Mtl. / Konkurrel, Amsterdam
- Blood & mud - CD, 1994, LPN, Mtl. / Konkurrel, Amsterdam, cass, 1997,
- Nikt Nic Nie Wie, Warsaw, Poland
- Tumbleweed - cass, 1993, LPN, Mtl.
- I don't understand women! - cass, 1993, LPN, Mtl.
- Oka II - cass, 1992, LPN, Mtl.
- War is the health of the state  - cass, 1991, LPN, Mtl.
- Oka - cass, 1990, LPN, Mtl.
- Perogies, pasta & liberty - cass, 1990, LPN, Mtl.
- Fight the hike! - cass, 1990, LPN, Mtl.
- Un logement pour une chanson - cass, 1990, LPN, Mtl.
- Louis Riel in China - cass, 1988, LPN, Mtl.
- Resist much - Obey little - cass, 1987, LPN, Mtl.
- Overdale rag - cass, 1987, Jelly Bean, Mtl.
- Rhythm Activism live - cass, 1987, LPN, Mtl.
- Rhythm Activism - cass, 1986, LPN, Mtl.